# Philip Stanhope, V conte di Chesterfield
Philip Stanhope, V conte di Chesterfield (Bretby, 10 novembre 1755 – Bretby, 29 agosto 1815), è stato un nobile, politico e diplomatico inglese.

## Biografia
Era il figlio di Arthur Charles Stanhope, di Mansfield Woodhouse, e Margaret, figlia e co-erede di Charles Headlam, di Kerby Hall, Yorkshire, e il cugino, figlioccio e, più tardi, figlio adottivo di Philip Stanhope, IV conte di Chesterfield (i cui titoli li ereditò alla sua morte nel 1773). Era un pro-pro-pro-nipote di Philip Stanhope, I conte di Chesterfield. Suo padre adottivo diresse la sua prima educazione e i suoi insegnanti come lo svizzero Jacques Georges Deyverdun, così come Adam Ferguson, docente di Filosofia Morale presso l'Università di Edimburgo, e il dottor William Dodd. In seguito studiò presso l'Università di Lipsia. Durante i suoi studi in Germania,  nel 1773 fu iniziato in Massoneria nella loggia di Lipsia Minerva zu den drei Palmen.

## Carriera politica e diplomatica
Divenne uno dei preferiti di Giorgio III. Nel 1784 è stato giurato del Privy Council e nominato ambasciatore in Spagna, incarico che ha ricoperto fino al 1787, anche se non andò in Spagna. In seguito ha ricoperto la carica sotto William Pitt il Giovane, come Maestro della Zecca tra il 1789 e il 1790 e in qualità di joint Postmaster General tra il 1790 e il 1798 e come Magister equitum tra il 1798 e il 1804.
È stato anche Lord luogotenente di Buckinghamshire tra il 1781 e il 1782. Egli è stato eletto Fellow sia della Royal Society e della Società degli Antiquari nel 1776. Nel 1805 è stato nominato Cavaliere della Giarrettiera.

## Matrimonio
Sposò, il 20 agosto 1777, Anne Thistlethwayte, figlia del reverendo Robert Thistlewayte. Ebbero una figlia:
- Lady Harriet Stanhope (?-1803)

Dopo la morte della prima moglie, nel mese di ottobre 1798, sposò Lady Henrietta Thynne, figlia di Thomas Thynne, I marchese di Bath, il 2 maggio 1799. Hanno avuto due figli:
- Lady Georgiana Stanhope (?-1824), sposò Frederick Richard West, un nipote di John West, II conte De La Warr. Non ebbero figli.
- George Stanhope, VI conte di Chesterfield (1805-1866).

## Morte
La contessa di Chesterfield morì a Chesterfield House, Mayfair, nel maggio del 1813, a 50 anni. Lord Chesterfield le sopravvisse di due anni e morì a Bretby, Derbyshire, nell'agosto 1815, a 59 anni.